# Patrice Pavis
Patrice Pavis (1947) es un estudioso del teatro, que ha sido profesor de las universidades francesas París III y París VIII, así como de la Universidad de Kent.
Es autor de obras como Problèmes de sémiologie théâtrale (Presses de l'Université du Québec, 1976); Dictionnaire du théâtre. Termes et concepts de l'analyse théâtrale (Editions sociale, 1980); Voix et images de la scene: Vers une semiologie de la reception/Languages of the Stage: Essays in the Semiology of Theatre (Presses universitaires de Lille/Performing Arts Journal Publications, 1982); Marivaux à l'Epreuve de la Scène (Sorbonne, 1986); Le Théâtre au croisement des cultures (Jose Corti, 1990); L'analyse des spectacles: théâtre, mime, danse, danse-théâtre, cinéma (Nathan, 1996) o La Mise en scène contemporaine: Origines, Tendances, Perspectives (Armand Collin, 2008); entre otras.